# ネイサン・フォー・ユー
『ネイサン・フォー・ユー』（Nathan for You）は、アメリカ合衆国のドキュメンタリー・コメディ番組である。主演と製作を手掛けるのは、コメディアンのネイサン・フィールダー。2013年2月28日よりアメリカ・ケーブルTVチャンネル、コメディ・セントラルで放送が開始された。番組内でフィールダーは、自身のビジネス知識と経験を生かし、経営に苦しむ企業の人々に突飛な経営アドバイスを行い、経営コンサルタントの仕事をパロディ化している。

## 背景
シリーズ全般において、焦点はネイサン・フィールダーと彼のソーシャル・オークワードネス （社交上でのぎこちなさ）に当てられている。フィールダーは経営に苦しむ企業にアドバイスを与える、ビジネススクール卒のコンサルタントという彼自身を実名で演じており、フィールダーの実生活と彼の社交恐怖に基づいて、キャラクターが作られている。彼のマーケティング案は往々にして、風変わりな上に非常に込み入っており、エピソード全体を通して、彼はプランの失敗により徐々に自信を失っていく。シーズン１では、人々はフィールダーとの交流にぎこちなさを感じるが、彼がそれに気付くことはない。